# Diamante GEPOL
Un diamante GEPOL (da General Electric - Pegasus Overseas Limited) è un diamante naturale di tipo 2A (diamanti privi di azoto o con residui non rilevabili con strumenti che agiscono nell'infrarosso), che ha subito un trattamento ad alta pressione e temperatura per il quale avviene un cambiamento di colore da bruno all'incolore, trasformandolo pertanto in una pietra commercialmente più pregiata. 
Tale trattamento (detto anche HP/HT per il motivo suddetto) venne iniziato dalla General Electric e perfezionato dalla Pegasus Overseas Limited alla fine degli anni novanta. Gli esemplari prodotti da questa azienda recano la scritta GEPOL incisa con il laser sulla cintura dei diamanti o la dicitura BELLATAIRE.